# Senza famiglia (film 1934)
Senza famiglia (Sans famille) è un film del 1934, diretto da Marc Allégret. Si tratta della prima versione sonora del romanzo omonimo romanzo di Hector Malot, dopo le due del cinema muto dirette entrambe da Georges Monca nel 1913 e nel 1925.
Protagonista del film è Robert Lynen, il più famoso attore bambino francese degli anni trenta, il quale aveva acquisito grande popolarità come interprete della versione del 1932 del romanzo Pel di carota, per la regia di Julien Duvivier.

## Trama
Il piccolo Rémi, un orfano, è stato raccolto dalla gentile signora Barberin. All'età di 10 anni, viene tolto alla madre adottiva e venduto al signor Vitalis, un misterioso musicista itinerante. Al suo fianco imparerà la dura vita di acrobata e canterà per guadagnarsi da vivere. Il suo lungo viaggio attraverso la Francia, fatto di incontri, amicizie e innumerevoli avventure, lo porterà a scoprire il segreto delle sue origini.

## Produzione
Il film fu prodotto in Francia da Société Agatos.

## Distribuzione
Il film uscì nelle sale cinematografiche francesi il 26 novembre 1934 e quindi internazionalmente.